# Alberto Sánchez-Aizcorbe
Alberto Sánchez-Aizcorbe Carranza (Lima, 20 de mayo de 1941) es un arquitecto, urbanista y político peruano. Fue alcalde del distrito de La Victoria en 2 periodos.

## Infancia y estudios
Su padre fue un diplomático peruano y debido a sus constantes viajes por diversos países del mundo estudió primaria en Argentina, Bolivia y Panamá. Parte de sus estudios secundarios fueron en Chile y en el colegio de La Recoleta en Perú.
Realizó sus estudios de arquitectura en la Universidad Nacional de Ingeniería. En 1962 estudió  teatro en el recién fundado TUNI (Teatro de la Universidad Nacional de Ingeniería) y  actuó en obras como “Farsa del pastel y la tarta” de un autor anónimo del siglo XV español; “Humulus el mudo”, de Jean Anouilh y Jean Auranche y “El cornudo apaleado y contento” de Alejandro Casona. Hizo también una antología del teatro francés como “Calígula” de Camus, “A puerta cerrada” de Sartre y otras obras más.

## Vida laboral
Trabajó en el Auditorio de la Facultad de Arquitectura de la Universidad Nacional de Ingeniería y luego en el Club de Teatro de la Colmena y en la AAA (Asociación de Artistas Aficionados).  Fue uno de los fundadores de la Asociación Artística y Cultural Jueves. También se desempeñó como columnista de temas urbanísticos y de desarrollo en la Revista Caretas, y colaboró con diversos artículos periodísticos para los diarios “El Comercio” y “Correo”.
Su paso por la televisión lo hizo al lado del recordado Kiko Ledgard, con quien produjo una serie de programas en América Televisión, también estuvo en canal 11 y en Televisión Nacional del Perú.
Fue protagonista de una serie de telenovelas que realizó Panamericana Televisión allá por la década de los 60, al lado de destacados actores como Saby Kamalich, Fernando Larrañaga, Ofelia Lazo, Pepe Vilar, Ricardo Blume, entre otros.
Fue presidente de la Autoridad Autónoma del Proyecto Especial Sistema Eléctrico de Transporte Masivo de Lima y Callao. Tuvo como principal propósito reactivar el tramo de los 10 kilómetros con que cuenta este proyecto vial.
Sánchez-Aizcorbe señala que el sistema de transporte que tiene la capital peruana, genera más de 4 mil millones de pérdidas al año, y por ello ha sido uno de los principales defensores de la instalación del Metro Subterráneo en Lima.
Dirigió proyectos urbanistas en la municipalidad de Lima, como la remodelación del parque Universitario, la alameda las Malvinas y la construcción del Parque La Muralla; así como también el albergue de la Solidaridad María del Rosario; entre otras obras de construcción.
Además estuvo a cargo de la dirección de diversos proyectos para el Seguro Social, entre ellos, la construcción del Centro de Rehabilitación para Minusválidos de Piura y el Hospital de Huancavelica.

### Alcalde de La Victoria
Fue elegido como alcalde del distrito de La Victoria por la alianza Unidad Nacional en las elecciones municipales del 2006 y luego reelegido por el Partido Popular Cristiano en las elecciones del 2010.
Una de sus obras emblemáticas es la remodelación y recuperación de la Plaza Manco Cápac, la más grande del Perú, en donde construyó un Museo a Cielo Abierto y baños públicos. Recuperó un espacio invadido por la delincuencia y la basura.
Repavimentó 30 kilómetros de pistas en avenidas principales (avenida México, jirón Abtao, avenida Isabel La Católica, entre otras) incluyendo áreas verdes, veredas e incrementó la vigilancia. Se remodelaron 11 parques importantes de La Victoria, más de 10 quintas y se instalaron 8 juegos para niños. Fueron más de 180 mil beneficiados directamente.
Los vecinos fueron parte fundamental: más de 5 mil integraron el Presupuesto Participativo. Más de 40 mil personas fueron beneficiadas con talleres, capacitaciones y shows culturales.
Más de mil escritores participaron en el Concurso “Ten en Cuento a La Victoria”, que además ganó el premio “Buenas Prácticas de Gestión Pública” en 2009.
Se construyó también la Alameda del Deporte, 5 Puestos de Auxilio Rápido y se inició la construcción del “Gran Parque San Cosme”: con canchas de fútbol, tenis, piscina, basket, talleres de cosmetología, baile y teatro. Hoy esta obra se encuentra en 50% de avance.
En La Victoria se compraron más de 60 vehículos para patrullar las calles, y 300 efectivos vigilan las principales vías. Resultados: “El Plan Zanahoria” redujo en un 30% las muertes violentas y suicidios.
Fue investigado por presunto lavado de activos.

### Candidato a la Alcaldía de Lima
Para las elecciones municipales del 2014, fue anunciado como candidato a la alcaldía de Lima por el partido fujimorista Fuerza Popular en calidad de invitado.
Una de sus principales propuestas es la creación de tres “Clínicas de la Mujer”, centros médicos especializados en donde mujeres de escasos recursos podrán acudir a realizarse estudios de Papanicolau, mastografías, densitometría ósea, ultrasonidos y cirugías para erradicar el Papiloma Humano.
En su Plan de Gobierno para el Desarrollo de Lima también incluye la lucha contra la inseguridad ciudadana. Plantea un sistema de alarmas comunitarias para las zonas más populares de la capital y la recuperación de espacios públicos: construcción de bulevares y mayor iluminación.
Plantea la reconversión laboral a través de la capacitación de comerciantes informales (cuatro mil en Lima), mayor trabajo con Mypes y Pymes; y el desarrollo social bajo el concepto de Parques Biblioteca, proyecto desarrollado en la ciudad colombiana de Medellín, en donde miles de jóvenes de zonas en extrema pobreza pueden disfrutar del deporte, del arte y de la capacitación laboral, además del manejo de la tecnología moderna de las comunicaciones. El primer Parque Biblioteca se viene construyendo en La Victoria para la atención de la población de San Cosme.
En reforma del transporte propone un sistema de seis líneas de tren eléctrico (la 1 ya en funcionamiento), alimentadas por buses de gran capacidad, y los trenes de cercanía (a Huacho, Cañete y Guadalupe) para facilitar el transporte de mercaderías y personas hacia las extensiones de Lima.

Culminando los procesos, Sánchez-Aizcorbe no resultó elegido y de igual manera cuando intentó volver a la alcaldía de La Victoria como miembro de Alianza para el Progreso en las elecciones municipales del 2018.